# 世界太空周
世界太空周（World Space Week）是全球多國於每年10月4日至10日舉辦的活動，目的是庆祝航天技术为改善人类生存条件以及对提高人类生活水平所做出的贡献。世界太空周每年由世界太空周协会（World Space Week Association）和联合国聯合举办。  世界太空周是世界上最大的年度太空主題活动。 

## 历史
1999年12月6日，联合国大会宣布每年10月4日至10日之间舉辦世界空间周，10月4日是1957年10月4日第一颗人造地球卫星史普尼克1號的发射日。10月10日是外层空间条约的簽署日。 